# Charles Austin
Charles Allen Austin (ur. 19 grudnia 1967 w Bay City) – amerykański lekkoatleta, skoczek wzwyż. 
Jego pierwszym sukcesem było zdobycie akademickiego mistrzostwa Stanów Zjednoczonych (NCAA) w 1990. W 1991 zwyciężył w mistrzostwach świata w Tokio. W tym samym roku był szósty na halowych mistrzostwach świata w Sewilli. Wystartował na igrzyskach olimpijskich w 1992 w Barcelonie, gdzie zajął w finale 8. miejsce. Na halowych mistrzostwach świata w 1993 w Toronto zajął 9. miejsce. Nie zakwalifikował się do finału na mistrzostwach świata w 1995 w Göteborgu.
W 1996 zdobył złoty medal igrzysk olimpijskich w Atlancie wygrywając po dramatycznym pojedynku z Arturem Partyką. Zwyciężył w halowych mistrzostwach świata w 1997 w Paryżu, a podczas mistrzostw świata w tym roku w Atenach nie wszedł do finału. W 1998 wygrał Puchar Świata w lekkoatletyce rozegrany w Johannesburgu. Zdobył brązowy medal na halowych mistrzostwach świata w 1999 w Maebashi, a na mistrzostwach świata w tym roku w Sewilli zajął 8. miejsce. Na swych trzecich igrzyskach olimpijskich w 2000 w Sydney nie wszedł do finału.
Był mistrzem USA w latach 1995-2000.

## Rekordy życiowe
- skok wzwyż – 2,40 m (1991) - rekord USA
- skok wzwyż (hala) – 2,37 m (1996)

Na igrzyskach olimpijskich w 1996 ustanowił aktualny do dziś rekord olimpijski (2,39 m).